# Rudolf Müller (umělec)
Rudolf Müller, křtěný Rudolf Josef, uváděn též Rudolf Josef Müller (28. prosince 1816 Liberec – 6. března 1904 Liberec) byl německý malíř a restaurátor žijící v Čechách.

## Život
Narodil se v rodině libereckého soukenického mistra Antona Müllera a jeho manželky Anny.
Studoval na Akademii výtvarných umění v Praze, odkud v roce 1835 přešel s podporou svého mecenáše Josefa von Führich na vídeňskou Akademii. Poté, co absolvoval studijní cesty do Itálie, Mnichova a Drážďan, usídlil se v roce 1838 v Praze. Zde pracoval jako historický malíř a portrétista. Od roku 1872 do roku 1887 působil jako učitel kreslení na státní střední škole v Liberci; v Liberci dožil jako důchodce a zemřel.

### Rodinný život
Rudolf Müller byl dvakrát ženat. Dne 29. června 1841 se v Praze oženil se vdovou Terezií Utieschilovou (Ittischiellovou), rozenou Balthasarovou. Ta již měla z prvního manželství čtyři děti narozené v letech 1830–1838. Její nejmladší syn Karel z tohoto manželství byl později úředně veden pod příjmením nevlastního otce – Müller.
Druhá žena Rudolfa Müllera Marie, rozená Maxová (* 9. 4. 1835) byla dcerou sochaře Josefa Maxe.
Policejní konskripce zaznamenaly kromě adoptovaného syna Karla dalších osm dětí, které se již narodily v manželstvích Rudolfa Müllera.

## Dílo

### Malíř
Motivy jeho maleb byly historické a romantické; častým tématem byli světci a církevní hodnostáři, tvořil oltářní obrazy. Ve svých portrétech se blížil realismu. V českých kostelech jsou tyto Müllerovy oltářní obrazy:
- První přijímání sv. Václava Kostel Nanebevzetí Panny Marie (Třeboradice)
- Narození Panny Marie Kostel Narození Panny Marie (Turnov)
- Narození Panny Marie Kostel Narození Panny Marie (Záběhlice) (1861)[12]
- svatá Ludmila (Kostel svatého Benedikta (Praha))
- Spasitel Kostel Nejsvětější Trojice (Praha)
- Kostel Nejsvětější Trojice (Staré Sedlo)
- Veraikon a svatý Alois (Týnský chrám Praha)
- Panna Marie s dítětem, svatý Jan a Nanebevstoupení Páně Kostel svaté Barbory Šipín

V pražském chrámu svatého Víta se spolu s Josefem Krannerem a Petrem Maixnerem podílel na návrzích oken v kapli svatého Jana Nepomuckého.
Maloval také portréty (kardinál Schwarzenberg, královna Marie Kristina Sardinská, císař František Josef I.) a kartony (např. Siegfried a Chriemhilda, Karel IV. při stavbě Hladové zdi aj.)

### Spisovatel
Rudolf Müller je autorem biografií o různých umělcích, napsal několik vlastivědných děl, přispíval svými básněmi do almanachů. Databáze Národní knihovny eviduje tato knižně vydaná díla:
- Lose Tagebuchblätter, Zwischen Krieg und Frieden (Kniha vzpomínek na válečné období 1866 (Frýdlant, Franz Jannasch’schen Buchhandlung, 1866)	Zobrazení exemplářů s možností jejich objednání
- Joseph Proksch, biographisches Denkmal (z dokumentů v pozůstalost upravil Rudolf Müller; Reichenberg R. Müller)
- Die Prof. Dr. Aloys Klar’sche Künstlerstiftung (Praha, F. Kytka, 1883)
- Geschichte der k.k. priv. Reichenberger Schützen-Gesellschaft (Liberec, Schützen-Gesellschaft, 1895)
- Reichenberger Leben und Weben vor siebzig Jahren (život v Liberci před 70 lety; Praha, Verlag des Deutschen Vereines zur Verbreitung gemeinnütziger Kenntnisse, 1896)

## Galerie

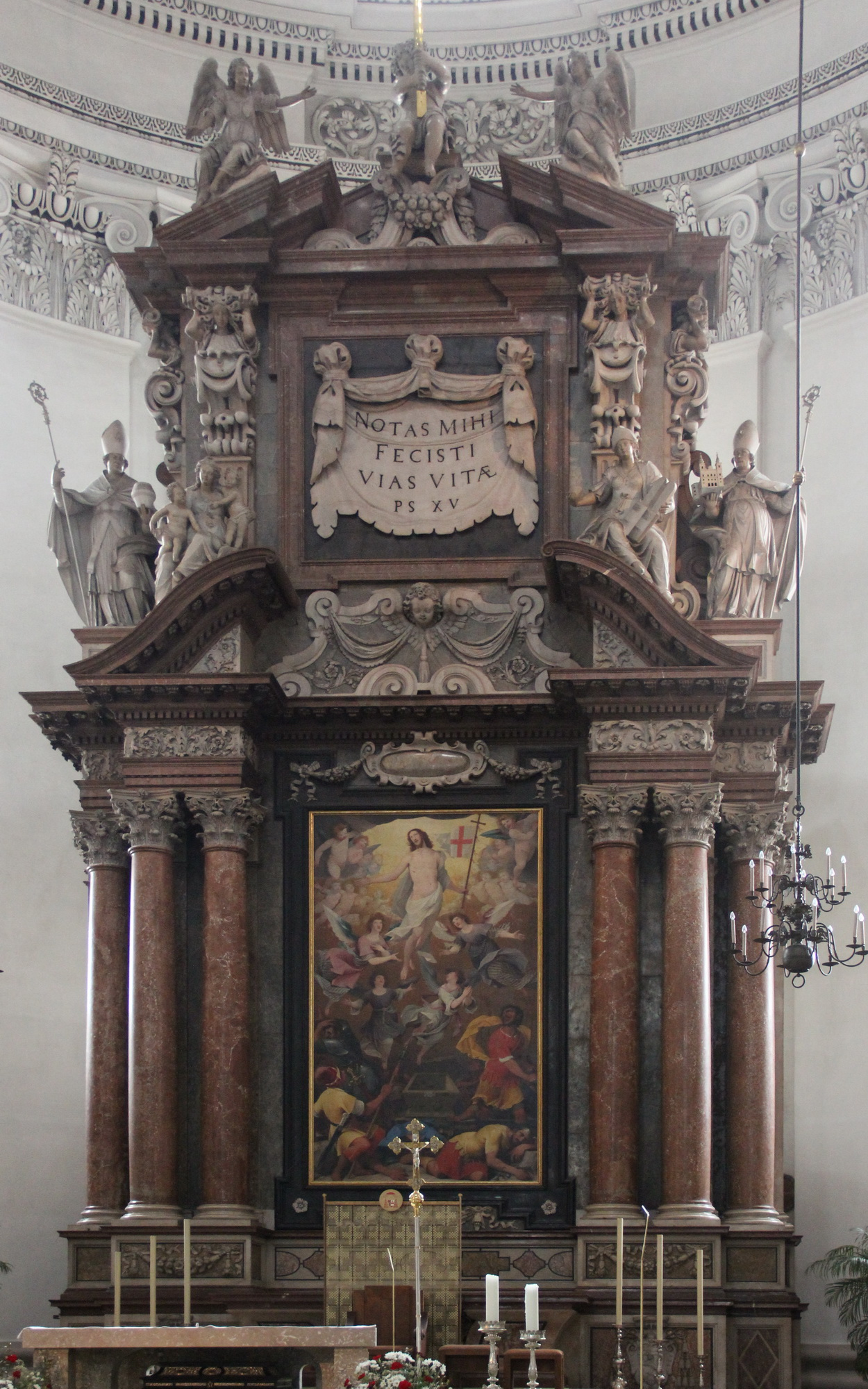
Dóm v Salcburku, oltářní obraz Kristovo nanebevstoupení
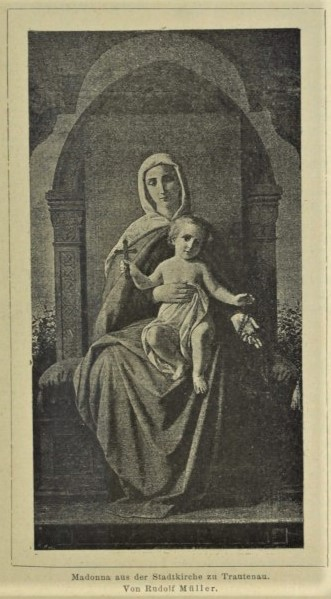
Rudolf Müller: Madona z kostela v Trutnově (repro Österrreichische Kunst-Chronik 1887)